# موریتا (کالیفرنیا)
موریتا (به انگلیسی: Murrieta) شهری در شهرستان ریورساید، کالیفرنیا ایالت کالیفرنیا است که در سرشماری سال ۲۰۱۰ میلادی، ۱۰۳۴۶۶ نفر جمعیت داشته‌است.